# Tafalla (comarca)

La comarca de Tafalla (Tafallaldea en euskera) es una subzona (según la Zonifición Navara 2000) de la Comunidad Foral Navarra (España) dentro de la zona de Navarra Media Oriental, que engloba a 18 municipios de la Zona Media de Navarra. Se encuentra dentro de la merindad de Olite, excepto Lerga que está en la Merindad de Sangüesa y de la comarca agraria de la Navarra media. El municipio con mayor número de habitantes es Tafalla.

## Geografía física

### Situación
La comarca de Tafalla  está situada en el centro de la Comunidad Foral de Navarra y en la región geográfica denominada Navarra Media o Zona Media de Navarra. Limita al norte con la Comarca de Puente la Reina, la Cuenca de Pamplona y la comarca de Lumbier; al este con la Comarca de Sangüesa; al sur con la Ribera Arga-Aragón; y al oeste con la Ribera del Alto Ebro y Estella Oriental.

## Municipios
Según el INE, a día uno de enero del año 2014, la comarca contaba con 24.079 habitantes. La lista de municipios por orden alfabético es la siguiente: Artajona, Barásoain, Beire, Berbinzana, Garínoain, Larraga, Leoz, Lerga, Mendigorría, Olite, Olóriz, Orísoain, Pitillas, Pueyo, San Martín de Unx, Tafalla, Ujué y Unzué.
| Municipio                 | Población 2017 | Superficie | Densidad |
| ------------------------- | -------------- | ---------- | -------- |
| Artajona                  | 1658           | 66,9       | 24.69    |
| Barásoain                 | 650            | 14,05      | 46.63    |
| Beire                     | 298            | 22,4       | 13.39    |
| Berbinzana                | 605            | 13,14      | 46.61    |
| Garínoain                 | 456            | 10,26      | 43.35    |
| Larraga                   | 2060           | 77,2       | 26.72    |
| Leoz (Leoz / Leotz)       | 232            | 96,23      | 2.43     |
| Lerga                     | 70             | 21,31      | 3.22     |
| Mendigorría (Mendigorria) | 1044           | 39,3       | 26.48    |
| Olite (Olite / Erriberri) | 3927           | 84,03      | 46.66    |
| Olóriz (Olóriz / Oloritz) | 198            | 40,08      | 4.86     |
| Orísoain                  | 85             | 7,11       | 11.81    |
| Pitillas                  | 492            | 42,34      | 11.61    |
| Pueyo (Pueyo / Puiu)      | 340            | 21,22      | 16.16    |
| San Martín de Unx         | 383            | 50,14      | 7.63     |
| Tafalla                   | 10 638         | 98,29      | 108.46   |
| Ujué (Ujué / Uxue)        | 171            | 111,88     | 1.53     |
| Unzué (Unzué / Untzue)    | 136            | 18,55      | 7.2      |
| Facería 92                | 0              | 0,2376     | 0        |
| Facería 106               | 0              | 0,04932    | 0        |
| Facería 107               | 0              | 0,026      | 0        |

## Administración
Algunos de los municipios que forman la comarca están integrados en la Mancomunidad de Mairaga-Zona Media, un ente local supramunicipal que gestiona los servicios del ciclo integral del agua, recogida y tratamiento de residuos urbanos, protección del medio ambiente, desarrollo comarcal y mejora de las infraestructuras. A esta mancomunidad pertenecen también otros municipios de la Zona Media de Navarra.